# Boomdabash
Boomdabash (auch Boom Da Bash) ist eine italienische Reggae-Gruppe aus dem Salento.

## Geschichte
Im Jahr 2002 gründeten der DJ Blazon, die beiden Sänger Biggie Bash und Payà sowie der Beatmaker Mr. Ketra in Mesagne die Gruppe Boomdabash, zunächst als sound system angelegt. 2008 veröffentlichte sie das erste Album Uno, auf dem sie Texte auf Patois und im salentinischen Dialekt kombinierten. Nach mehreren Festivalteilnahmen legte die Gruppe das Album Mad(e) in Italy nach. Mit der Single Murder gewann sie den MTV New Generation Contest. 2012 nahm sie am Hit Week Festival in New York teil, 2013 folgte das Album Superheroes, auf dem die Gruppe u. a. mit Sud Sound System, Clementino und Ward 21 zusammenarbeitete.
2014 meldete sich Boomdabash mit L’importante zurück, zusammen mit der Gruppe Otto Ohm. Außerdem war sie auf Fedez’ Nummer-eins-Album Pop-Hoolista zu hören. Das vierte Album Radio Evolution erschien 2015 und enthielt erneut eine Reihe von Duetten, nämlich mit den Bluebeaters, mit Alessandra Amoroso und mit J-Ax. Es folgten Auftritte mit Alborosie und Gentleman. 2017 erschien die Single In un giorno qualsiasi, 2018 folgten Barracuda (mit Fabri Fibra und Jake La Furia) sowie der Sommerhit Non ti dico no (mit Loredana Bertè).
Beim Sanremo-Festival 2019 erreichte die Gruppe mit Per un milione den elften Platz.

## Diskografie

### Alben
| Jahr | Titel Musiklabel                                                        | Höchstplatzierung, Gesamtwochen, AuszeichnungChartsChartplatzierungen (Jahr, Titel, Musiklabel, Platzierungen, Wochen, Auszeichnungen, Anmerkungen) | Anmerkungen                                                              | [↑]: gemeinsam behandelt mit vorhergehendem Eintrag; [←]: in beiden Charts platziert |
| Jahr | Titel Musiklabel                                                        | IT | Anmerkungen                                                              |                                                                                      |
| ---- | ----------------------------------------------------------------------- | --- | ------------------------------------------------------------------------ | ------------------------------------------------------------------------------------ |
| 2008 | Uno Jahmekya Music                                                      | — | Erstveröffentlichung: 2008                                               |                                                                                      |
| 2011 | Mad(e) in Italy Soulmatical Music / Universal Music                     | — | Erstveröffentlichung: 15. Mai 2011                                       |                                                                                      |
| 2013 | Superheroes Soulmatical Music / Universal Music                         | IT41 (1 Wo.)IT | Erstveröffentlichung: 11. Juni 2013                                      |                                                                                      |
| 2015 | Radio Revolution Soulmatical Music / Universal Music                    | IT20 (3 Wo.)IT | Erstveröffentlichung: 16. Juni 2015                                      |                                                                                      |
| 2018 | Barracuda Soulmatical Music / Universal Music                           | IT17 Gold · (36 Wo.)IT | Erstveröffentlichung: 15. Juni 2018 Verkäufe: + 25.000                   |                                                                                      |
| 2019 | Barracuda (Predator Edition) Soulmatical Music / Universal Music[IT: ↑] | IT17 Gold · (36 Wo.)IT | Erstveröffentlichung: 8. Februar 2019                                    |                                                                                      |
| 2020 | Don’t Worry – Best Of Soulmatical Music / Universal Music               | IT7 ×2Doppelplatin · (81 Wo.)IT | Erstveröffentlichung: 11. Dezember 2020 Verkäufe: + 100.000; Kompilation |                                                                                      |
| 2022 | Estate tropicana Soulmatical Music / Universal Music                    | — | Erstveröffentlichung: 13. Juli 2022 Kompilation                          |                                                                                      |
| 2023 | Venduti Soulmatical Music / Universal Music                             | IT9 Gold · (27 Wo.)IT | Erstveröffentlichung: 13. Juli 2023 Verkäufe: + 25.000                   |                                                                                      |

### EPs
- 2021: Salentu d’amare

### Singles
| Jahr | Titel Album                                 | Höchstplatzierung, Gesamtwochen, AuszeichnungChartplatzierungen (Jahr, Titel, Album, Platzierungen, Wochen, Auszeichnungen, Anmerkungen) | Höchstplatzierung, Gesamtwochen, AuszeichnungChartplatzierungen (Jahr, Titel, Album, Platzierungen, Wochen, Auszeichnungen, Anmerkungen) | Anmerkungen                                                                      |
| Jahr | Titel Album                                 | IT | CH | Anmerkungen                                                                      |
| ---- | ------------------------------------------- | --- | --- | -------------------------------------------------------------------------------- |
| 2014 | L’importante –                              | IT77 Gold · (1 Wo.)IT | — | Erstveröffentlichung: 10. Juni 2014 Verkäufe: + 25.000; feat. Otto Ohm           |
| 2015 | A tre passi da te Radio Revolution          | IT89 Platin · (1 Wo.)IT | — | Erstveröffentlichung: 28. Juli 2015 Verkäufe: + 50.000; feat. Alessandra Amoroso |
| 2016 | Portami con te –                            | IT74 ×2Doppelplatin · (19 Wo.)IT | — | Erstveröffentlichung: 10. Juni 2016 Verkäufe: + 100.000                          |
| 2018 | Barracuda                                   | IT63 (1 Wo.)IT | — | Erstveröffentlichung: 6. April 2018 feat. Jake La Furia & Fabri Fibra            |
| 2018 | Non ti dico no Barracuda                    | IT25 ×2Doppelplatin · (23 Wo.)IT | — | Erstveröffentlichung: 4. Mai 2018 Verkäufe: + 100.000; feat. Loredana Bertè      |
| 2019 | Per un milione Barracuda (Predator Edition) | IT3 ×4Vierfachplatin · (39 Wo.)IT | — | Erstveröffentlichung: 6. Februar 2019 Verkäufe: + 200.000                        |
| 2019 | Mambo salentino –                           | IT9 ×3Dreifachplatin · (32 Wo.)IT | CH84 (4 Wo.)CH | Erstveröffentlichung: 7. Juni 2019 Verkäufe: + 150.000; feat. Alessandra Amoroso |
| 2020 | Karaoke Don’t Worry – Best Of               | IT1 ×6Sechsfachplatin · (68 Wo.)IT | CH44 (11 Wo.)CH | Erstveröffentlichung: 11. Juni 2020 Verkäufe: + 420.000; mit Alessandra Amoroso  |
| 2020 | Don’t Worry Don’t Worry – Best Of           | IT15 Platin · (21 Wo.)IT | — | Erstveröffentlichung: 13. November 2020 Verkäufe: + 70.000                       |
| 2021 | Mohicani Don’t Worry – Best Of              | IT7 ×2Doppelplatin · (21 Wo.)IT | — | Erstveröffentlichung: 11. Juni 2021 Verkäufe: + 140.000; mit Baby K              |
| 2021 | Fantastica Rivoluzione                      | IT68 Gold · (10 Wo.)IT | — | Erstveröffentlichung: 24. September 2021 Verkäufe: + 35.000; mit Rocco Hunt      |
| 2022 | Tropicana Venduti                           | IT3 ×4Vierfachplatin · (36 Wo.)IT | CH70 (5 Wo.)CH | Erstveröffentlichung: 9. Juni 2022 Verkäufe: + 400.000; feat. Annalisa           |
| 2022 | Heaven Venduti                              | IT31 Platin · (17 Wo.)IT | — | Erstveröffentlichung: 8. Dezember 2022 Verkäufe: + 100.000; mit Eiffel 65        |
| 2023 | L’unica cosa che vuoi Venduti               | IT49 Platin · (18 Wo.)IT | — | Erstveröffentlichung: 6. April 2023 Verkäufe: + 100.000                          |
| 2023 | Lambada Venduti                             | IT23 Platin · (20 Wo.)IT | — | Erstveröffentlichung: 15. Juni 2023 Verkäufe: + 100.000; feat. Paola & Chiara    |
| 2024 | Love U / Hate U –                           | IT80 Gold · (4 Wo.)IT | — | Erstveröffentlichung: 30. Mai 2024 Verkäufe: + 50.000                            |
| 2025 | Una stupida scusa –                         | IT73 (6 Wo.)IT | — | Erstveröffentlichung: 15. Mai 2025 mit Loredana Bertè                            |

Weitere Singles
- 2015: Il sole ancora
- 2015: Il solito italiano (feat. J-Ax) – Gold (25.000+)[3]

### Gastbeiträge
| Jahr | Titel Album                | Höchstplatzierung, Gesamtwochen, AuszeichnungChartplatzierungen (Jahr, Titel, Album, Platzierungen, Wochen, Auszeichnungen, Anmerkungen) | Höchstplatzierung, Gesamtwochen, AuszeichnungChartplatzierungen (Jahr, Titel, Album, Platzierungen, Wochen, Auszeichnungen, Anmerkungen) | Anmerkungen                                                                                      |
| Jahr | Titel Album                | IT | CH | Anmerkungen                                                                                      |
| ---- | -------------------------- | --- | --- | ------------------------------------------------------------------------------------------------ |
| 2019 | Ti volevo dedicare Libertà | IT2 ×5Fünffachplatin · (68 Wo.)IT | — | Erstveröffentlichung: 20. September 2019 Verkäufe: + 350.000; Rocco Hunt feat. J-Ax & Boomdabash |

Weitere Gastbeiträge
- 2016: M.I.A. (Fedez feat. Boomdabash) – Gold (25.000+)[3]

## Belege
1. ↑  BoomDaBash, il reggae parla giamaicano-salentino. In: Il Giornale di Vicenza. 2. September 2011, archiviert vom Original (nicht mehr online verfügbar) am 2. Juli 2018; abgerufen am 14. Mai 2018 (italienisch).  Info: Der Archivlink wurde automatisch eingesetzt und noch nicht geprüft. Bitte prüfe Original- und Archivlink gemäß Anleitung und entferne dann diesen Hinweis.
2. ↑  Alben von Boomdabash. In: Italiancharts.com. Hung Medien, ehemals im Original (nicht mehr online verfügbar); abgerufen am 14. Mai 2018. (Seite nicht mehr abrufbar. Suche in Webarchiven)
3. 1 2 3 4 5 6 7 8 9 10 11 12 13 14 15 16 17 18 19 20 21  Boomdabash, certificazioni. FIMI, abgerufen am 3. Juni 2025 (italienisch).
4. 1 2  Archivio classifiche Top Singoli. FIMI, abgerufen am 3. Juni 2025 (italienisch).
5. ↑  Diskografie Boombadash. In: Hitparade.ch. Hung Medien, abgerufen am 8. August 2023 (CH).